# Leon Gauchat
Leon Robert Gauchat (New York, 5 marzo 1921 – Kenmore, 28 ottobre 1971) è stato un cestista statunitense, professionista nella NBL.

## Carriera
Dopo aver giocato per quattro anni fino al 1942 nella squadra del Canisius College, nella stagione 1946-1947 ha giocato in NBL con i Rochester Royals; nel corso delle 6 partite giocate con la squadra ha messo a segno un totale di 4 punti; è poi stato ceduto ai Tri-Cities Blackhawks, con cui ha terminato la stagione segnando 2 punti (entrambi su tiri liberi) in 4 partite. In NBL ha giocato complessivamente 10 partite, con una media di 0,6 punti a gara.